# Ałmaty

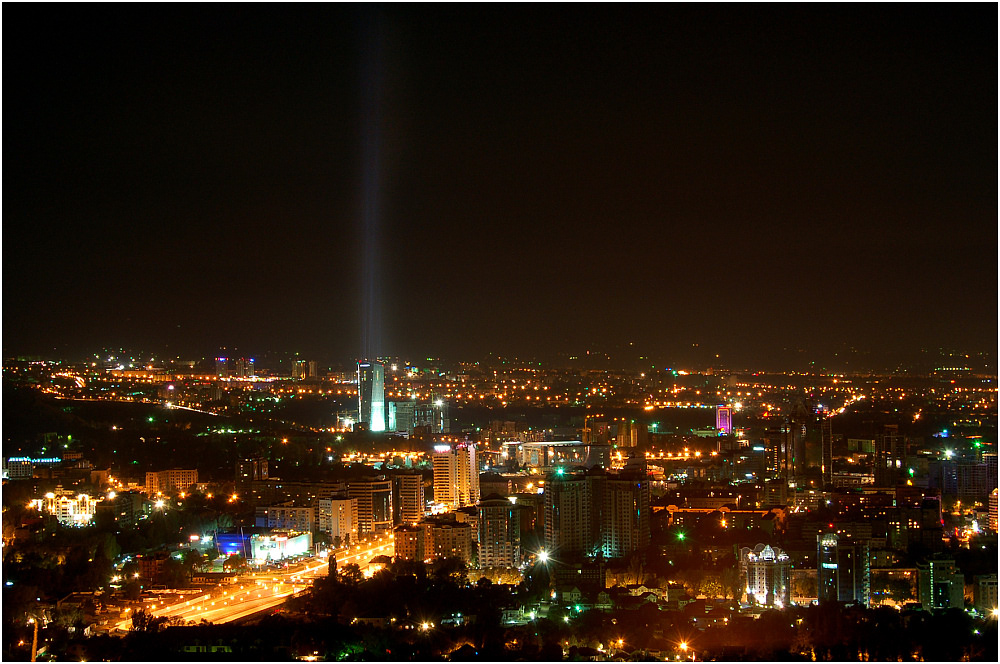
Ałmaty nocą

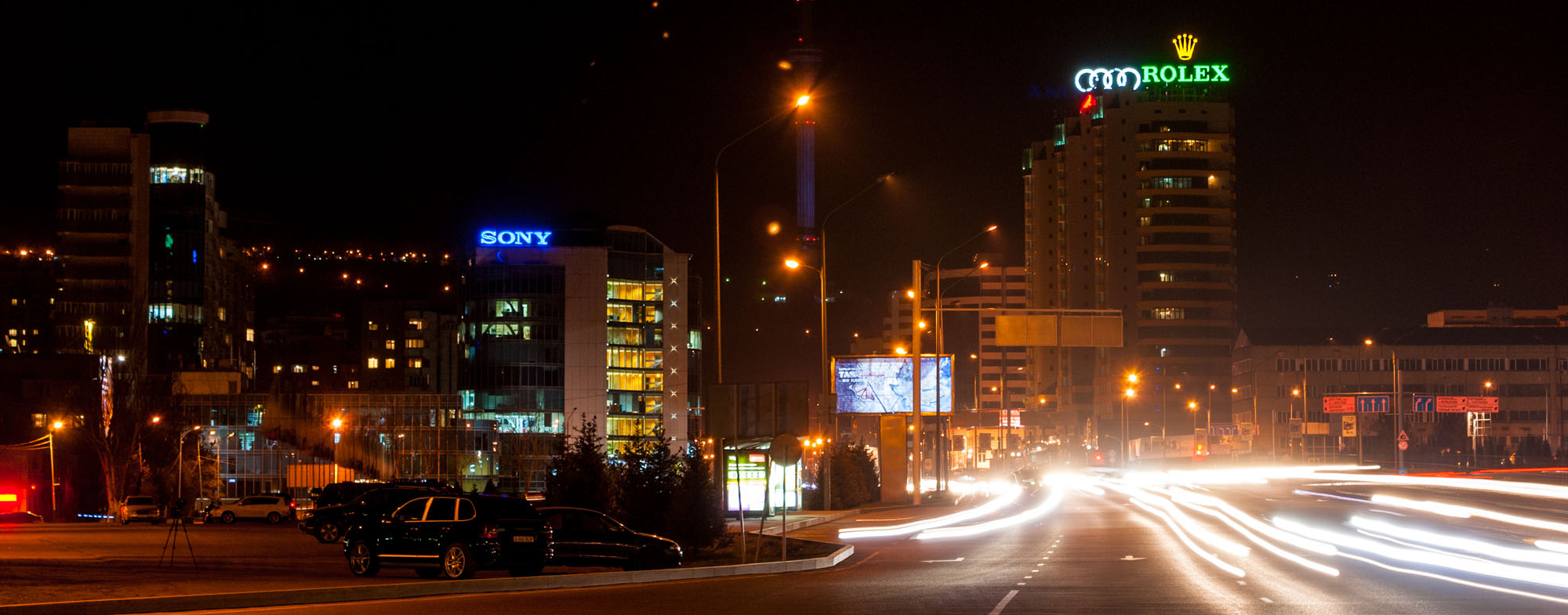
Centrum miasta nocą

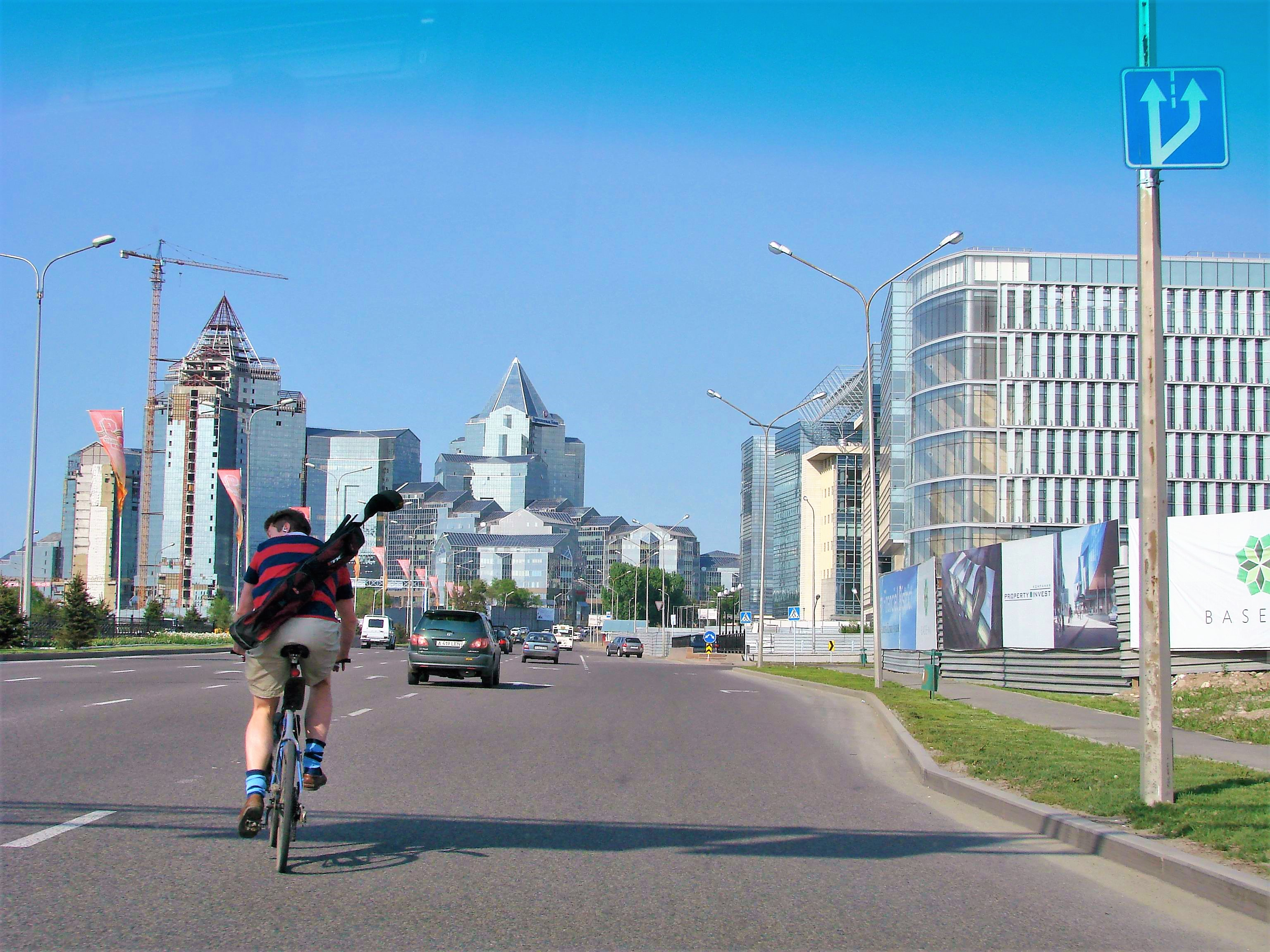
Dzielnica biznesowa

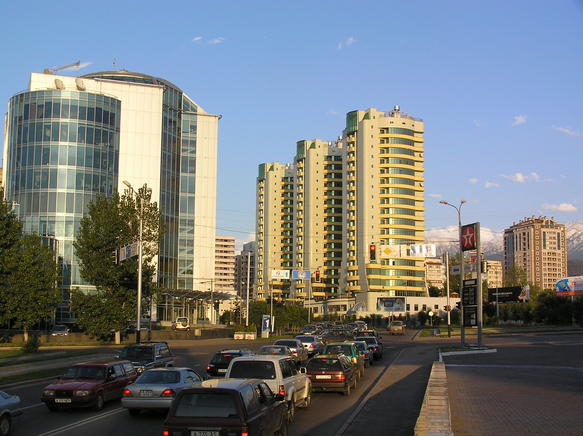
Centrum miasta

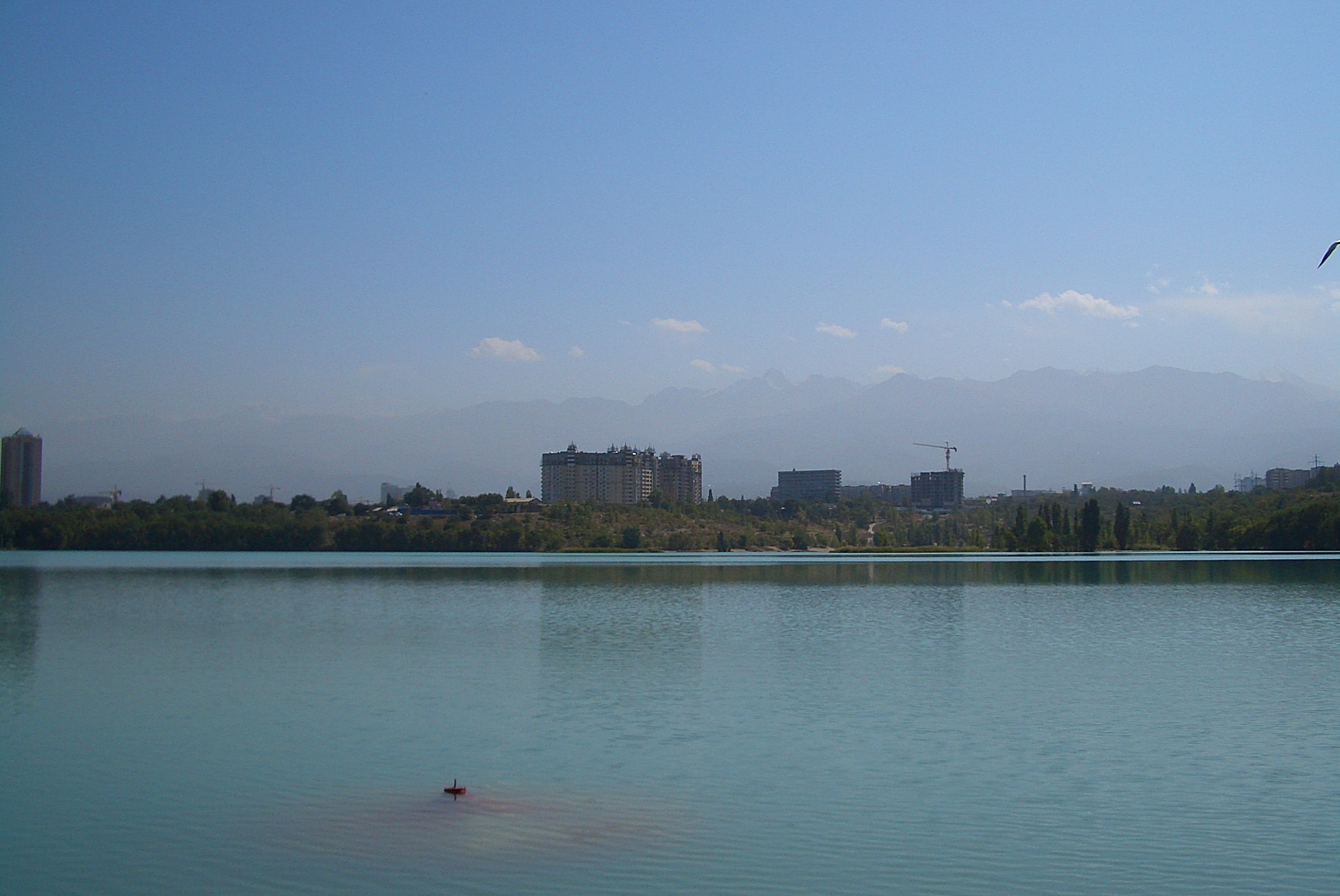
Jezioro Sajran położone koło miasta

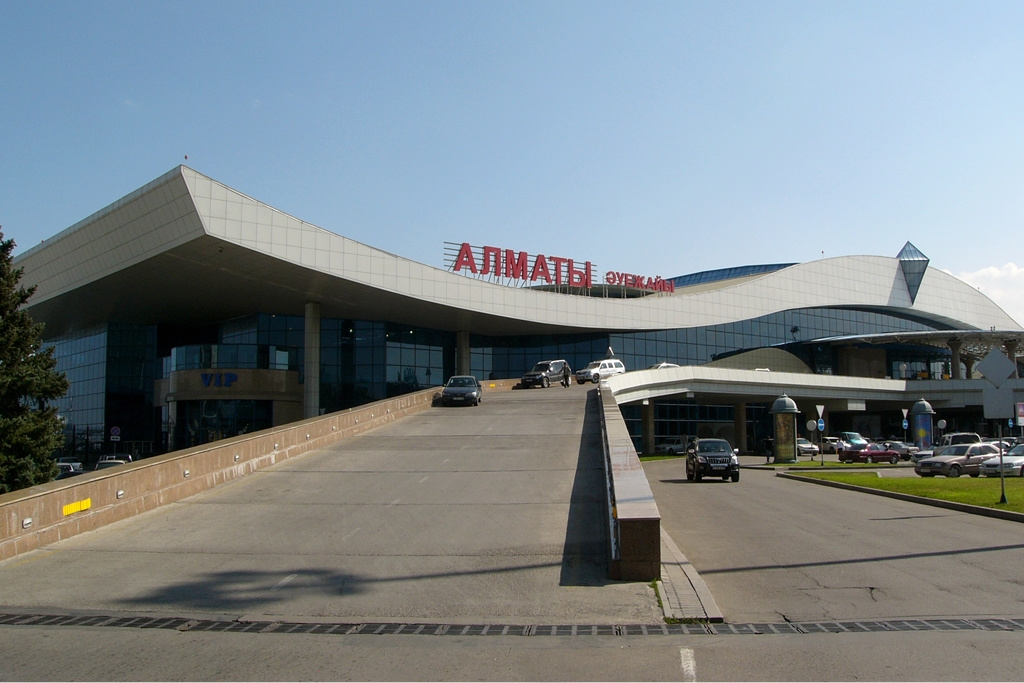
Port lotniczy Ałmaty

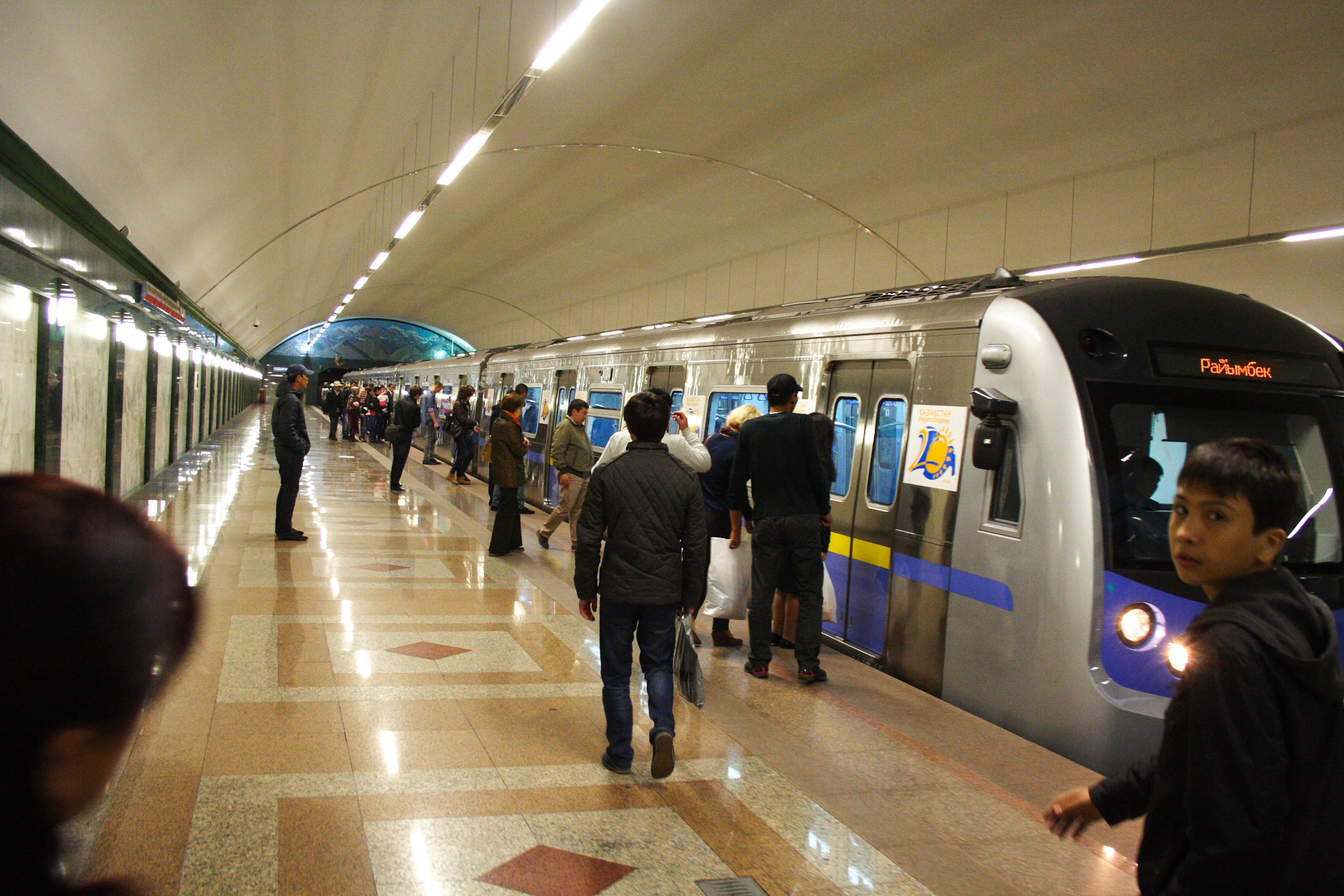
Metro w Ałmaty

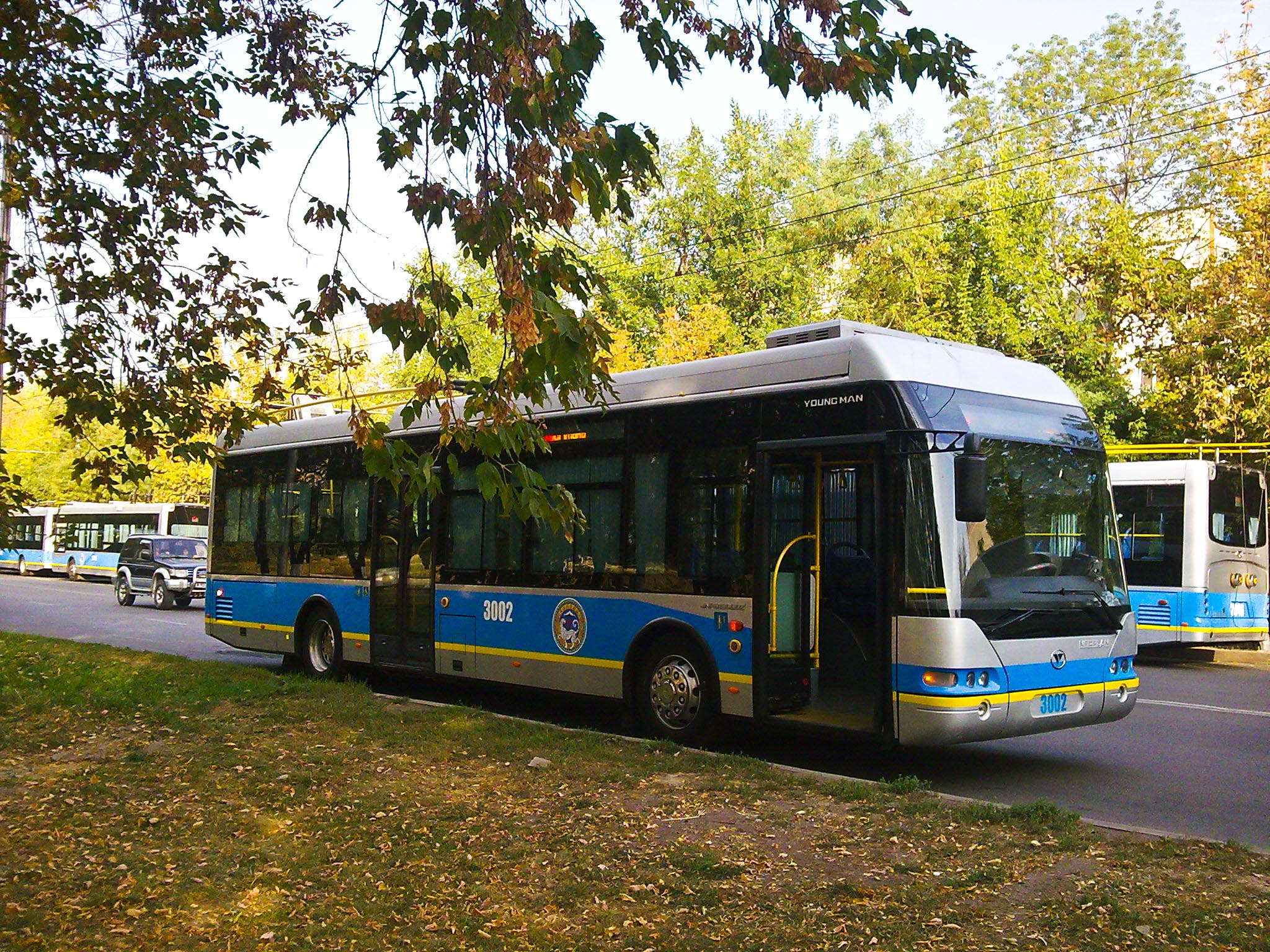
Trolejbus w Ałmaty

Ałmaty, Ałma-Ata (kaz. Алматы, ros. Алматы lub Алма-Ата) – największe miasto Kazachstanu, położone w południowo-wschodniej części kraju, na wysokości ok. 700 m n.p.m. u podnóża Zailijskiego Ałatau (Tienszan), w pobliżu granicy z Kirgistanem, na terenie charakteryzującym się dużą aktywnością sejsmiczną. Miasto stanowi główny ośrodek przemysłowy, kulturalny i naukowy Kazachstanu: znajduje się w nim Akademia Nauk oraz liczne uczelnie. W latach 1991–1997 pierwsza stolica niepodległego Kazachstanu.

## Nazwa miasta
- od 1854 – Zailijskoje (rosyjski fort)
- od 1867 – Wierny (Ве́рный)
- od 1921 – Ałma-Ata (Алма-Ата, co można tłumaczyć jako „ojciec jabłek”, przy czym nazwą w języku kazachskim było Алматы).
- od 1993 – Ałmaty (Алматы). Po uzyskaniu niepodległości przez Kazachstan władze państwowe podjęły w 1993 roku decyzję o przyjęciu formy „Ałmaty” jako urzędowej nazwy kazachskiej, także w języku rosyjskim[3]. W Rosji ta zmiana nie została zaakceptowana i stosowana jest nazwa Алма-Ата.

Według zaleceń Komisji Standaryzacji Nazw Geograficznych poza Granicami Rzeczypospolitej Polskiej, przyjętych podczas 73. posiedzenia (5 września 2012), nazwa Ałmaty to główna polska nazwa miasta, nazwą wariantową pozostaje zaś Ałma-Ata. Nie ustalono jednoznacznie tego, czy egzonim winien podlegać deklinacji. Komisja Standaryzacji Nazw Geograficznych nie zajmuje w tej sprawie określonego stanowiska. Urzędnicy z Ministerstwa Spraw Zagranicznych i z Ambasady RP w Astanie nie odmieniają tej nazwy, natomiast Wielki słownik ortograficzny wydany przez Wydawnictwo Naukowe PWN podaje dopełniacz Ałmatów.

## Historia
Na trasie starego Jedwabnego Szlaku w 1854 r. Rosjanie założyli twierdzę Zailijskie (Zailijskoje, to znaczy znajdujące się za rzeką Ili) z 470 żołnierzami i oficerami załogi, wokół której zaczęła wyrastać osada. W 1867 r. liczyła 10 tys. mieszkańców, została przemianowana na Wierny (Wiernyj, tzn. „wierny, oddany”) i uzyskała prawa miejskie. W 1921 przeprowadzono derusyfikację nazwy na rzecz Ałma-Ata, ale forma ortograficzna różniła się od tej, którą stosowano w języku kazachskim. W 1927 r. przeniesiono z Kyzyłordy do Ałma-Aty stolicę będącej w składzie Rosji Radzieckiej kazachskiej republiki autonomicznej. W 1929 r. miasto miało 45 tys. mieszkańców. Rozwinęło się szybko po doprowadzeniu linii kolei turkiestańsko-syberyjskiej. Zostało stolicą wyodrębnionej w 1936 r. z republiki rosyjskiej Kazachskiej SRR, a później niepodległego Kazachstanu. Za czasów radzieckich Kazachstan był regionem, gdzie wysyłano ludność polską z Ukrainy i Białorusi, co spowodowało obecność w mieście gminy polskiej.
W 1993 r. władze Kazachstanu przyjęły jako urzędową kazachską formę nazwy miasta Ałmaty (Алматы). W 1997 r. miasto straciło status stolicy na rzecz ówczesnej Akmoły, której nazwę w 1998 r. zmieniono na Astana i która ulokowana jest znacznie bardziej w centrum Kazachstanu niż Ałmaty.
1 grudnia 2011 otwarto pierwszy odcinek metra.
Ałmaty ubiegało się o organizację zimowych igrzysk olimpijskich w 2014, jednak kandydatura ta odpadła w pierwszym etapie wyboru. Miasto ubiegało się także o organizację zimowych igrzysk olimpijskich w 2022, jednak podczas sesji MKOl 31 lipca 2015 w Kuala Lumpur zdecydowano, że imprezę zorganizuje Pekin.
W dniach od 29 stycznia do 8 lutego 2017 Ałmaty było gospodarzem 28. Zimowej Uniwersjady.

## Zabytki
- sobór Wniebowstąpienia Pańskiego z 1907[9]
- Budynek Kazachskiego Narodowego Teatru Opery i Baletu im. Abaja(inne języki) (Abaja Kunanbajewa) z 1934 w stylu socrealistycznym.

## Transport
- Autobusy (od 1929)
- Tramwaje w Ałmaty (od 1937)
- Trolejbusy w Ałmaty (od 1944)
- Ałmaty-1 – dworzec kolejowy przeznaczony jest dla pociągów tranzytowych z rosyjskiej Syberii
- Ałmaty-2 – dworzec kolejowy centralny
- Port lotniczy Ałmaty
- Metro w Ałmaty (budowane od 1984, otwarte 1 grudnia 2011)

Planuje się budowę trasy szybkiego tramwaju oraz wydzielonej trasy autobusowej (tramwaj szynowy).

## Kultura i sztuka
- Ałmacki Teatr Opery i Baletu[10]
- Międzynarodowy Festiwal Filmowy „Eurasia”

## Religia
- 17 maja 2003 papież podniósł Apostolską Administraturę w Ałmaty do rangi diecezji pod wezwaniem Świętej Trójcy, wchodzącej w skład metropolii w Astanie. Drugim ordynariuszem został hiszpański misjonarz – José Luís Mumbiela Sierra[11].  Osobny artykuł: Diecezja Ałmaty.

Mieszkańcy Ałmaty to przeważnie muzułmanie lub prawosławni. Ci pierwsi w większości to Kazachowie, prawosławni to głównie Rosjanie.

## Sport
- HK Ałmaty – klub hokejowy
- CSKA Ałmaty – klub piłkarski
- Dinamo Ałmaty – klub piłkarski
- Dostyk Ałmaty – klub piłkarski
- FK Ałmaty – klub piłkarski
- Kajrat Ałmaty – klub piłkarski
- Megasport Ałmaty – klub piłkarski
- Namys Ałmaty – klub piłkarski
- Stadion Centralny w Ałmaty – stadion wielofunkcyjny
- Gornyj Gigant – kompleks skoczni narciarskich

Niedaleko miasta na wysokości 1691 m n.p.m. znajduje się kompleks sportowy Medeo (kaz. Медеу Спорт Кешені), który jest najwyżej położonym lodowiskiem na świecie.

## Media
- Wieża telewizyjna w Ałmaty

## Ludzie urodzeni w Ałmaty
- Kasym-Żomart Tokajew – kazachski dyplomata i polityk, były dyrektor generalny biura ONZ w Genewie, były premier i przewodniczący Senatu, obecnie prezydent Kazachstanu
- Rusłana Korszunowa – pochodząca z Kazachstanu modelka
- Dmitrij Strelnikoff – mieszkający w Polsce rosyjski pisarz, biolog, podróżnik i dziennikarz
- Jerżan Kazychanow – kazachski polityk, minister spraw zagranicznych w latach 2011–2012
- Julia Pogrebińska – polska aktorka
- Karina Abdullina – kazachska piosenkarka
- Gülżan Mołdażanowa – rosyjska przedsiębiorczyni
- Władimir Żyrinowski – rosyjski polityk, deputowany i wiceprzewodniczący Dumy Państwowej
- Danelija Tuleszowa – reprezentantka Kazachstanu w 16. Konkursie Piosenki Dla Dzieci w 2018

## Miasta partnerskie
Ałmaty ma 17 umów o współpracę.

- Tucson (Stany Zjednoczone)
- Rennes (Francja)
- Daegu (Korea Południowa)
- Moskwa (Rosja)
- Kazań (Rosja)
- Petersburg (Rosja)
- Biszkek (Kirgistan)
- Mińsk (Białoruś)
- Wilno (Litwa)
- Stambuł (Turcja)
- Ryga (Łotwa)
- Tel Awiw-Jafa (Izrael)
- Budapeszt (Węgry)
- Aleksandria (Egipt)
- Urumczi (Chiny)
- Warna (Bułgaria)